# Guerra

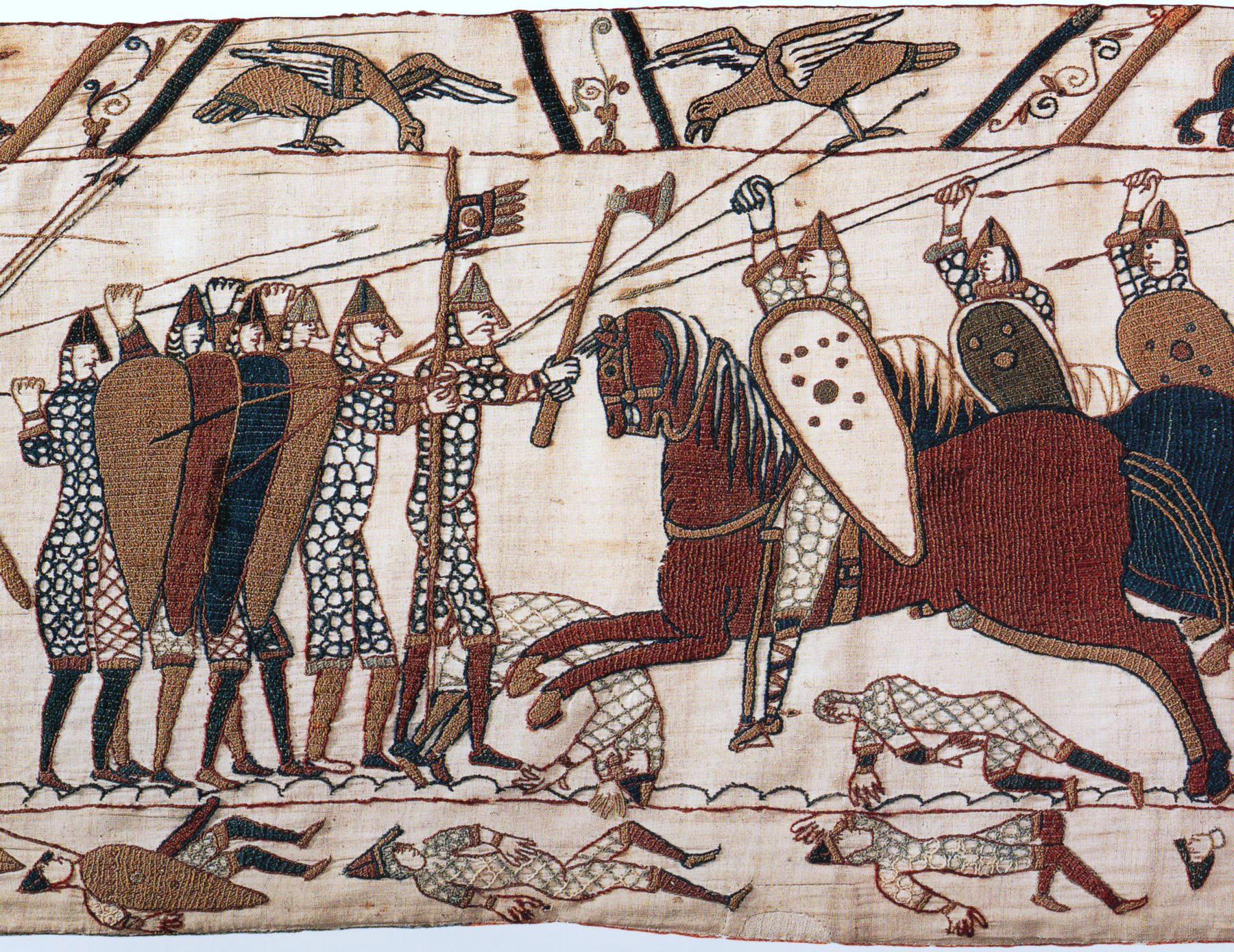
Guerra medieval no ano de 1066

A Guerra é um conflito armado
 entre estados, governos, sociedades ou grupos paramilitares, como mercenários, insurgentes e milícias. Geralmente é caracterizada por extrema violência, agressão, destruição e mortalidade, usando forças militares regulares ou irregulares. A guerra refere-se às atividades e características comuns dos tipos de guerra, ou das guerras em geral. Guerra total é uma guerra que não se restringe a alvos militares puramente legítimos e pode resultar em sofrimento e baixas em massa de civis ou outros não combatentes.
Enquanto alguns estudiosos da guerra consideram a guerra um aspecto universal e ancestral da natureza humana, outros argumentam que é resultado de circunstâncias socioculturais, econômicas ou ecológicas específicas.
A guerra pode acontecer entre países ou entre grupos menores como tribos ou facções políticas dentro do mesmo país (confronto interno). Em ambos os casos, pode-se ter a oposição dos grupos rivais isoladamente ou em conjunto. Neste último caso, tem-se a formação de aliança(s).
Podem ser consideradas como algumas das maiores guerras travadas pela humanidade a Primeira Guerra Mundial e a Segunda Guerra Mundial.

## Etimologia
O substantivo "guerra" deriva do vocábulo do frâncico werra, que significa "peleja".

## História

A percentagem de homens mortos em guerra no século XX

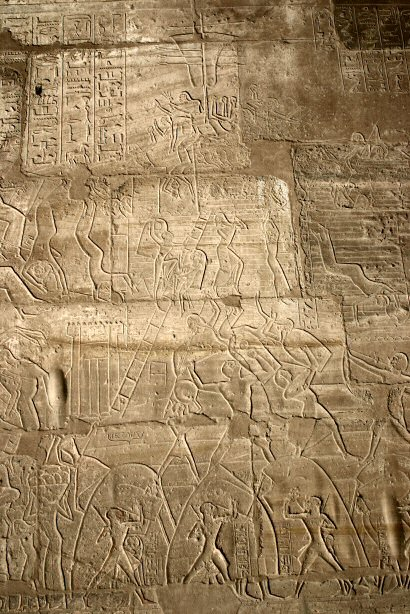
Inscrição egípcia sobre a guerra

A evidência mais antiga de guerra pré-histórica é um cemitério mesolítico em Jebel Sahaba, que foi determinado ter aproximadamente 14 000 anos. Cerca de quarenta e cinco por cento dos esqueletos apresentavam sinais de morte violenta. Desde a ascensão do estado, cerca de 5 000 anos atrás, a atividade militar ocorreu em grande parte do globo. O advento da pólvora e a aceleração dos avanços tecnológicos levaram à guerra moderna.
A guerra sempre foi alvo de intensos estudos ao longo da história. Um dos tratados mais conhecidos sobre a guerra é de um estrategista militar chinês chamado Sun Tzu em seu conhecido como A Arte da Guerra, é entendido como o tratado mais antigo sobre esse assunto.
Ao longo da borda de uma lagoa seca no leste da África, pesquisadores descobriram o esqueleto do mais antigo exemplo conhecido de uma guerra em pequena escala. Em um ataque planejado, os atacantes mataram 12 caçadores-coletores em algum momento entre 9 500 e 10 500 anos atrás.
Alexandre, o Grande, ordenou que todos os seus soldados raspassem a cabeça e o rosto. Ele acreditava que a barba e cabelos longos poderiam facilitar a tentativa de uma degolada.
No Japão feudal, o Exército Imperial tinha soldados especiais cuja única missão era contar o número de cabeças de inimigos cortadas em cada batalha, para fins matemáticos e estatísticos censitários - estratégicos.

Zonas do Mundo onde ocorrem atualmente conflitos armados (dados de 2019/2018 dependendo do país):
10 000 ou mais
1 000–9 999
100–999
1–99

A guerra mais rápida da história durou 37 minutos: no dia 27 de agosto de 1896, uma esquadra inglesa decidiu ancorar no porto de Zanzibar, na África, para assistir a uma partida de críquete. O sultão de Zanzibar não gostou e mandou que seu único navio atacasse os ingleses. Quando o navio abriu fogo, os ingleses o afundaram rapidamente e ainda destruíram o palácio do sultão, matando quinhentos soldados. Zanzibar se rendeu na hora e o sultão fugiu para a Alemanha.
Durante a história humana, ocorreram conflitos de larga escala, principalmente a partir do século XX, vejamos:
- Segunda Guerra Mundial (1939-1945): conflito que dividiu o mundo em Eixo contra Aliados e causou a morte de 60 a 70 milhões de pessoas.
- Primeira Guerra Mundial (1914-1918): conflito motivado pela rivalidade entre as potências europeias no começo do século XX. Causou a morte de 15 a 20 milhões de pessoas.
- Segunda Guerra Sino-Japonesa (1937-1945): conflito iniciado pela invasão do território chinês pelo Japão no intuito de transformá-lo em uma colônia. Causou a morte de cerca de 20 milhões de pessoas.
- Guerras Napoleônicas (1803-1815): conflito causado pelo choque de interesses da França pós-revolução contra os das nações absolutistas. Estima-se que tenha causado de 3 a 7 milhões de mortos.
- Rebelião Taiping (1850-1864): guerra civil que aconteceu na China por questões políticas e religiosas. Estima-se que até 30 milhões de pessoas morreram nesse conflito.
- Guerra Civil Russa (1918-1921): guerra iniciada com o intuito de derrubar os socialistas que tinham tomado o poder na Rússia. Estima-se que causou a morte de cerca de 10 milhões de pessoas.
- Guerra dos Trinta Anos (1618-1648): conflito causado pelas rivalidades religiosas que existiam na Europa da Idade Moderna. Causou a morte de 5 a 8 milhões de pessoas.
- Guerra dos Cem Anos (1337-1453): um dos conflitos mais longos da história da humanidade, estendendo-se por 116 anos. Foi motivada pela disputa de interesses entre duas dinastias. Causou aproximadamente a morte de 2 a 3 milhões de pessoas.
- Guerras Médicas (499-449 a.C.): um dos maiores conflitos da história grega. Foram iniciadas pela invasão da Grécia pelos persas e travadas em duas fases.
- Guerras Púnicas (264-146 a.C.): conflito entre romanos e cartaginenses pelo controle do Mar Mediterrâneo.

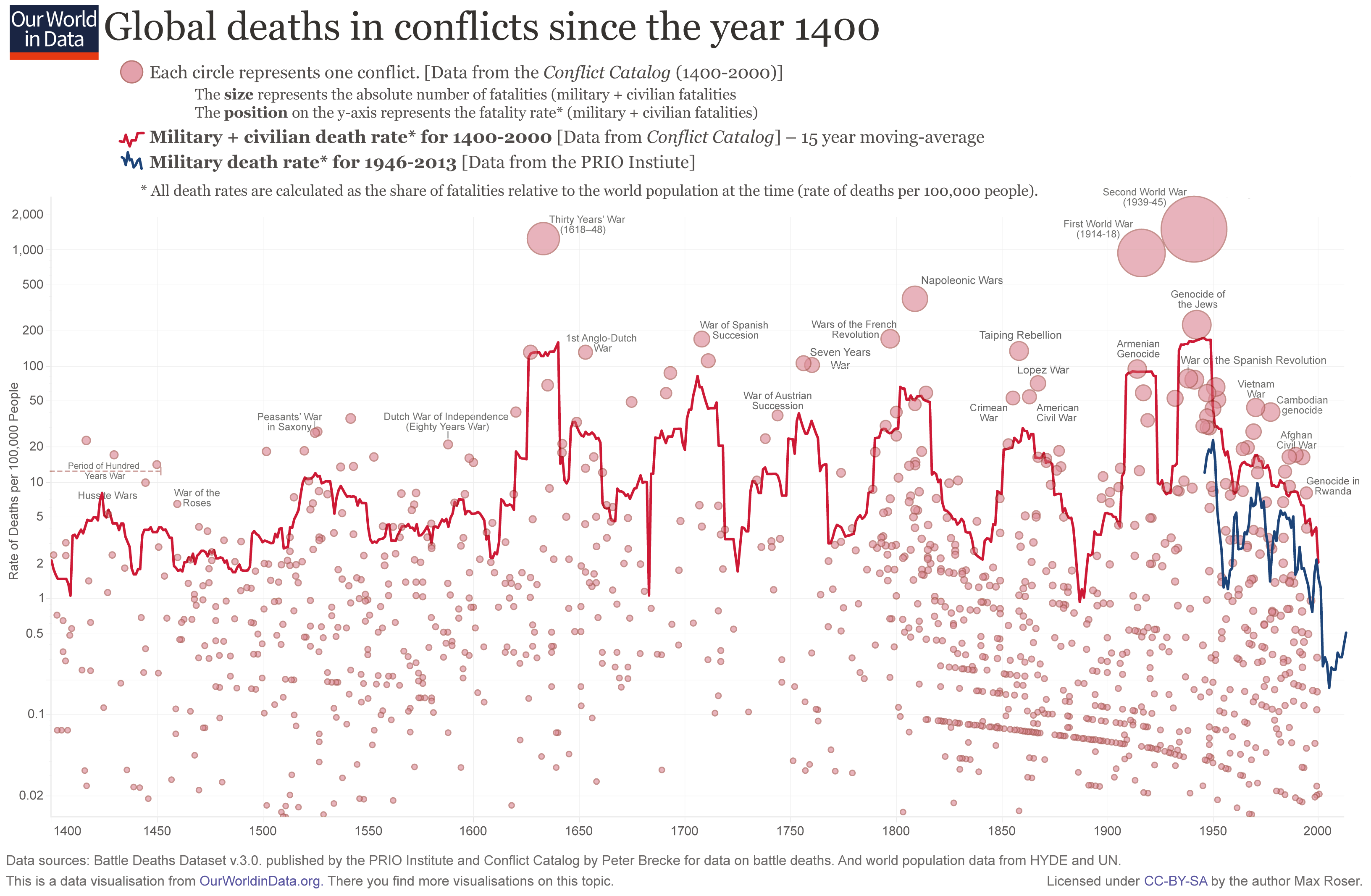
Mortes globais em conflitos desde 1400

## Efeitos

### Baixas militares e civis na história humana recente

número médio de pessoas que morrem de guerra por 100 000 habitantes em 2004
sem informações
menos que 100
100–200
200–600
600–1000
1000–1400
1400–1800
1800–2200
2200–2600
2600–3000
3000–8000
8000–8800
mais que 8800

Ao longo da história humana, o número médio de pessoas que morrem de guerra oscilou relativamente pouco, sendo cerca de 1 a 10 pessoas morrendo por 100 000. No entanto, grandes guerras em períodos mais curtos resultaram em taxas de baixas muito mais altas, com 100-200 baixas por 100 000 em alguns anos. Embora a sabedoria convencional sustente que as baixas aumentaram nos últimos tempos devido a melhorias tecnológicas na guerra, isso geralmente não é verdade. Por exemplo, a Guerra dos Trinta Anos (1618-1648) teve aproximadamente o mesmo número de baixas per capita que a Primeira Guerra Mundial, embora tenha sido maior durante a Segunda Guerra Mundial.(Segunda Guerra Mundial). Dito isto, em geral, o número de vítimas da guerra não aumentou significativamente nos últimos tempos. Muito pelo contrário, em escala global, o tempo desde a Segunda Guerra Mundial tem sido incomumente pacífico.

## Motivações
Toda guerra tem diversas causas, mas geralmente é possível identificar uma causa principal. Às vezes é difícil distinguir as causas reais de uma guerra, das justificativas e discursos adotados pelos atores envolvidos na guerra. As guerras totais geralmente envolvem várias das causas apresentadas a seguir, simultaneamente.
- Poder - toda guerra envolve em algum grau a disputa por poder. Geralmente a disputa por poder é mais clara nos conflitos envolvendo grupos políticos que querem tomar o controle sobre o Estado, em uma guerra civil ou revolucionária, ou em disputas envolvendo grandes potências pela liderança de uma região ou do mundo.
- Estratégia - necessidade de base militar para dominar um outro inimigo como, por exemplo, a conquista da Dinamarca pela Alemanha Nazista cujo real objetivo era dominar a Noruega na Segunda Guerra Mundial.
- Economia e riqueza - a maior parte, senão a totalidade das guerras envolvem motivações econômicas, que vão desde a posse de bens ou riquezas, até o controle de recursos econômicos estratégicos. Podem ter por objetivo a conquista de territórios, recursos e mercados ou a eliminação de sistemas político-econômicos competidores rivais. São mais pronunciadas nas guerras modernas, quando os Estados já são orientados por uma lógica mais industrial-financeira e recursos muitas vezes raros tornam-se essenciais em determinados processos produtivos. Teoricamente conflitos deste tipo tenderiam a ser analisados pelos beligerantes em função de seu custo e benefício. Quando bem planejadas, os alvos são claramente definidos (infraestrutura do adversário) e as ações militares buscam a resolução mais rápida possível, minimizando baixas e custos. Em alguns casos de guerras civis, nota-se que a causa principal da conflagração militar é a disputa por recursos naturais estratégicos ou de alto valor, como diamantes, metais raros, ou petróleo, comumente denominadas Guerras por Recursos Naturais.[14][15][16] Em alguns casos, até mesmo terras férteis e água podem ser considerados recursos valiosos em disputa por grupos rivais, a ponto de deflagrarem guerras civis ou conflitos locais.[17] Mesmo quando a disputa por estes recursos naturais não deflagra diretamente o conflito armado, em muitos casos, tal disputa é determinante para a manutenção do confronto.[14]
- Imposição de ideais - este tipo, mais amplo, é gerado tanto por fatores isolados (religião, política ou economia) ou pelo simples fato de considerarem-se superiores aos outros, de grupos que consideram as características pessoais que possuem como sendo perfeitas, considerando todas as outras obsoletas. Neste tipo normalmente se atacam a cultura de determinado povo ou grupo rival, exterminando seus conhecimentos, suas ideias e opiniões sociais. Como exemplo aqui pode-se citar os holocaustos bibliográficos, onde os alvos principais são os centros detentores de conhecimentos, as bibliotecas.
- Classe social - algumas das guerras revolucionárias são consideradas como tendo como causa principal o confronto entre classes sociais, como nos casos da Revolução Gloriosa, na Inglaterra, Revolução Francesa ou na Revolução Russa.
- Etnia e religião - Estas motivações podem ocorrer em conjunto ou separadamente. Conflitos justificados por rivalidades étnicas e religiosas são o tipo mais antigo e permanecem atuais. O apelo étnico e religioso “justifica” o conflito como um dever histórico e o passado "fundamenta" a guerra do presente. Motivações deste tipo frequentemente geram abusos, como o extermínio de populações inteiras, na forma de etnocídios e genocídios. Sua lógica precede a lógica da política moderna e do Estado, embora este tipo de justificativa continue sendo utilizada na atualidade para diversas guerras recentes.

Dificuldades para analisar a complexidade cultural e social em determinados conflitos geraram alguns dos maiores desastres humanitários do século, como na Guerra Civil em Ruanda. Conflitos em que se usa a motivação étnica como justificativa são encontrados principalmente em países que foram colônias durante os séculos XIX e XX, onde o Estado Nacional ainda não se estruturou por completo nem há uma clara identidade nacional além dos laços familiares, de clãs ou étnicos.

## Ética

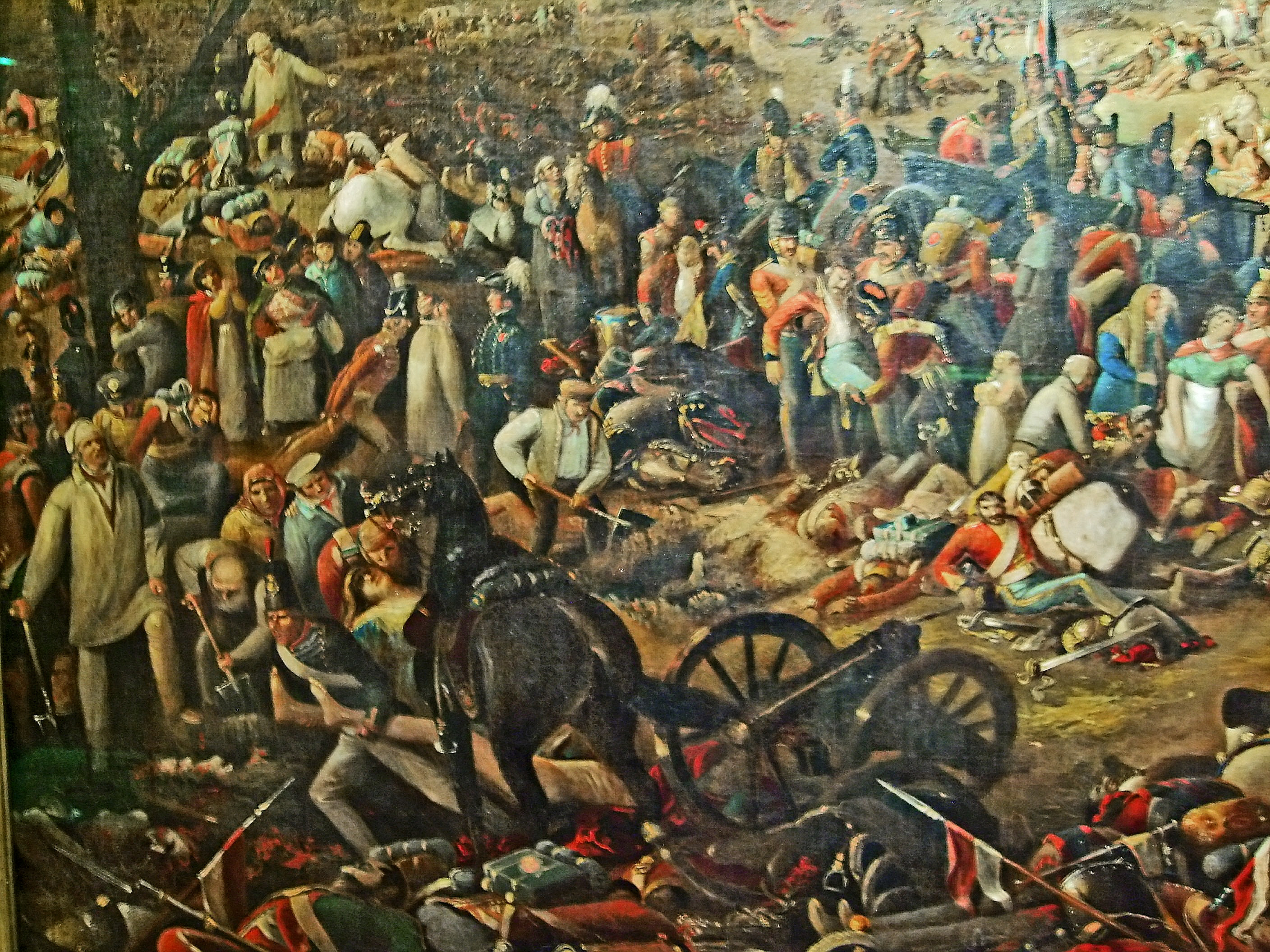
Manhã após a Batalha de Waterloo por John Heaviside Clark, 1816

A moralidade da guerra tem sido objeto de debate há milhares de anos.
Os dois principais aspectos da ética na guerra, segundo a teoria da guerra justa, são o jus ad bellum e o jus in bello.

## Questões humanitárias
A Primeira Guerra Mundial matou mais de 16 milhões de pessoas. A Segunda Guerra, mais 70 milhões. Segundo a ciência econômica convencional, a guerra desgasta a economia.
A quantidade de conflitos e o grande desenvolvimento dos meios de comunicação no século XX permitiram sensibilizar populações de diversos países sobre os problemas ocorridos principalmente durante a Guerra Fria e nos anos que a seguiram. Missões de paz tornaram-se cena comum, apesar dos diversos problemas enfrentados.
Hoje, o principal produto das guerras, além da destruição, é o grande número de refugiados. A situação dos refugiados nos seus próprios países é precária e insegura.

## Tipos de guerras

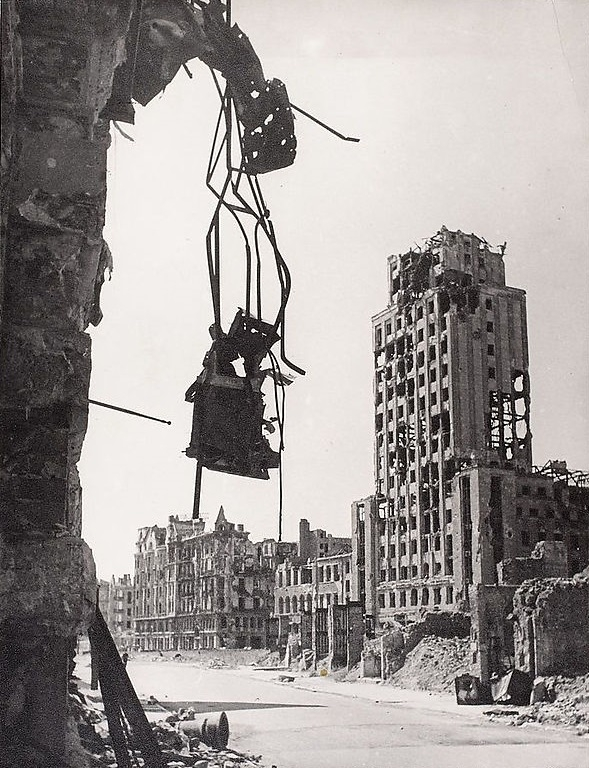
Varsóvia em ruínas como resultado da Segunda Guerra Mundial

Existem diferentes formas de classificação, sendo: segundo as causas, o desenvolvimento, a intensidade, a abrangência geográfica ou a estratégia e o tipo de armamento principal utilizado. Algumas guerras podem ser incluídas em mais de uma modalidade, quando se considera elementos como a escala geográfica ou a escala de intensidade do conflito, ou ainda as causas ou origem da conflagração. É sempre interessante notar que geralmente uma guerra possui várias causas, ou seja, causada por variáveis distintas mas simultâneas. Raramente uma guerra tem uma única causa. Porém, Sun Tzu, em seu tratado A Arte da Guerra, alerta que todas são de conquista.

### Modalidades de guerra segundo a intensidade do confronto
- Guerra total é travada entre os países europeus em diversas ocasiões, com objetivos políticos e econômicos. A Guerra Total é o conflito que envolve todos os recursos de um Estado e de uma sociedade. Segundo Clausewitz, só existiria no plano das ideias ou do planejamento, e sua forma "real" seria a Guerra Absoluta.[21] Exemplos: Guerras Napoleônicas, Primeira Guerra Mundial e Segunda Guerra Mundial.
- Guerra limitada é toda guerra que não se torna uma guerra total poderia ser considerada uma guerra limitada. Entretanto, esta seria uma modalidade específica de guerra, limitada no tempo e no espaço, com objetivos pontuais claros e bem definidos, geralmente envolvendo um cálculo razoável da relação custo-benefício da escalada do conflito. Campanhas rápidas visam a atingir objetivo político ou econômico com o menor desgaste possível. A maioria das guerras travadas entre Estados incapazes de sustentar um conflito longo ou de vencer uma guerra rapidamente pode ser considerada uma guerra limitada. Exemplos: as guerras fronteiriças entre Peru e Equador em 1941 e 1995, a Guerra Sino-Soviética de 1969, e a Guerra entre Índia e Paquistão na região de Kargil, entre maio e julho de 1999.[22][23]
- Guerras intermitentes ou guerras crônicas é uma modalidade de conflito reincidente, onde há períodos de confronto seguidos de períodos de relativa calmaria. Muitas vezes os objetivos políticos nem sempre são claros ou vão sendo modificados com o tempo. Na modernidade, muitas vezes, estas guerras prolongam-se devido a fatores locais, como a própria economia de guerra, que passa a manter o conflito, geralmente incluindo a formação de lideranças locais chamadas de "chefes da guerra". Frequentemente ocorrem após guerras de independência, em países onde não ocorreu a consolidação de um Estado-Nação ou o Estado-Nação é muito frágil. Exemplos: a longa sequência de batalhas entre França e Inglaterra conhecida como Guerra dos cem anos; a Guerra Civil na ex-Iugoslávia (1992-1995 e 1999-2000) que levou à fragmentação do país; a sequência de guerras civis e invasões estrangeiras que acometeram o Afeganistão, e a sequência de conflagrações armadas na República Democrática do Congo, que vai desde a guerra da independência nos anos 1960, a guerra civil a partir dos anos 1960, até as guerras recentes (ver: Primeira Guerra do Congo e Segunda Guerra do Congo).[24]
- Guerra de guerrilha é o conflito que envolve o uso de pequenos contingentes militares, muitas vezes não estatal, contra um exército organizado pertencente a um Estado formal. As guerrilhas geralmente utilizam-se do que se convencionou de "táticas de guerrilha", com grande mobilidade das forças, uso de emboscadas, ataques surpresa, ataques rápidos seguidos de fuga, sabotagem e terrorismo, táticas de atrito e confronto indireto.
- Guerra diplomática é o confronto político que considera-se o estado "ideal" da guerra, ou seja, uma guerra em que prevalece a diplomacia ou o entendimento entre os povos, a estratégia e a racionalidade do entendimento, não havendo inspiração de ordem emocional ou moralista. Geralmente encontrada em sistemas internacionais propícios ao equilíbrio de poder (vide relações internacionais), segundo Napoleão I, "…as guerras armadas nascem quando as guerras diplomáticas morrem…".

### Modalidades de guerra segundo a abrangência do conflito
Clausewitz dividia o estudo da Guerra em dois níveis, sendo o primeiro nível aquele da Guerra Total (virtual) e da Guerra Absoluta (forma de guerra total real ou possível), e o segundo nível, o da Guerra Regional, ou de delimitação de fronteiras.
Considerando-se apenas a área de abrangência, as guerras modernas poderiam ser divididas em 3 níveis: Local, Regional e Global. Considerando-se simultaneamente a área geográfica de abrangência e a intensidade do confronto militar, pode-se dividir uma guerra em até 4 níveis: Guerra Mundial, Guerra Continental ou Guerra Inter-regional, Guerra Regional e Guerra Local Guerra Inter-regional.
- Guerra mundial ou guerra global - Que envolve nações de diversos continentes diferentes, com confrontos em mais de uma grande região ou oceano do mundo. Geralmente apresentam características de "Guerra Total" para alguns dos países que participam do conflito. Geralmente está em questão a disputa pela liderança mundial. Em alguns casos são formadas pela conexão de várias guerras regionais em um único confronto. Ex: Guerra dos Sete Anos (1756–1763), Guerras Napoleônicas (1803–1815), I Guerra Mundial (1914-1918), II Guerra Mundial (1931-1945 na Ásia e 1939-1945 na Europa).
- Guerra inter-regional ou grande guerra - Guerra que envolve um conflito central entre dois ou três países que formam o núcleo do confronto, mas que acabam envolvendo vários países ou povos de todo uma macrorregião, área continental ou duas regiões próximas. Pode contar, às vezes, com o envolvimento de poucos países extracontinentais ou extra-regionais participando como atores secundários. Um ou dois dos países centrais do confronto podem apresentar características de envolvimento de "guerra total", mas a maioria dos países se envolve como uma "guerra limitada". Geralmente está em questão a disputa pela liderança em uma macro-região ou continente. Alguns consideram que esta é simplesmente uma modalidade mais violenta de Guerra Regional. Alguns casos de conflitos deste tipo acabaram levando a confrontos ainda maiores, ou se tornando parte de uma Guerra Mundial, como o caso da Segunda Guerra Sino-Japonesa (1937 a 1945), que se tornou uma parte da II Guerra Mundial. Ex.: Guerras púnicas, Guerras Médicas, Guerra do Paraguai (1864 - 1870), Guerra dos Sete Anos (1756 – 1763).
- Guerra regional - Formato de "guerra limitada" que envolve diretamente ao menos dois países e envolve contingentes militares expressivos, geralmente com envolvimento indireto de outros países do continente ou região em questão. A escala do confronto nunca atinge a de "guerra total" e, muitas vezes, quando a guerra tem uma duração maior no tempo, se torna comum a utilização de táticas de guerrilha. Algumas guerras civis acabam se tornando guerras regionais quando envolvem os países vizinhos no confronto. Geralmente, está, em questão, a disputa pela liderança regional. Exemplos: Guerra franco-prussiana (1870-1871), Guerra Hispano-Americana (1898), Guerra do Pacífico (século XIX) (1879-1883), Guerra Russo-Japonesa (1904-1905), Guerra Civil Angolana (1975-2002), Segunda Guerra do Congo (1998-2003), Guerra das Malvinas (1982), Guerras Árabe-Israelenses.
- Guerra local e pequenas guerras - Modalidade de guerra claramente restrita no tempo e no espaço, que inclui guerras entre apenas dois Estados, em uma região claramente delimitada, sem uma escalada para a guerra regional nem o envolvimento direto de terceiros atores. Ex.: Primeira Guerra Sino-Japonesa (1894-1895), Guerra na Ossétia do Sul em 2008, Guerra Eritreia-Etiópia (1998-2000), Guerra do Chaco (1932 a 1935). Embora alguns autores classifiquem as Guerras Civis como formas de Guerra Local, quando não há o envolvimento direito de atores de fora da nação no conflito, as guerras civis de baixa intensidade também poderiam ser consideradas um subtipo ainda menor, por envolver atores não estatais, o que levaria à classificação como "pequena guerra" (em inglês:  small war).[29]

### Modalidades de guerra segundo a forma ou desenvolvimento do confronto
- Guerra civil - Conflito que envolve facções de uma mesma nação ou grupo. Possui como objetivo a separação (fratricídio) ou a tomada do poder. Exemplos: Guerra Civil Portuguesa, Guerra Civil Americana (Estados Unidos), Revolução Constitucionalista de 1932 (9 de julho a 4 de outubro de 1932), Guerra Civil Espanhola (Espanha, 1936-1939).[30]
- Guerra preventiva - ocorre quando uma nação, estando sob a ameaça de outra, não encontra alternativa senão a de tomar a iniciativa do confronto, fazendo isso como forma de defesa. São consideradas "legais", de acordo com a Organização das Nações Unidas (1948) ou Liga das Nações (1918).
- Guerra de partida ou Ataque - a nação antecipa o confronto, sem que existam provas consistentes o bastante para o justificar, antes do oponente do confronto. Ex.: invasão do Iraque, que culminou na queda de Saddam Hussein.
- Guerra por procuração - nações confrontam-se indiretamente, financiando os conflitos efervescentes ou subvertendo as massas populares, cujos resultados dizem respeito aos interesses delas. Exemplo: ocasião em que os Estados Unidos financiaram a Grécia contra o avanço do comunismo (vide Doutrina Truman). Também podem ser consideradas guerras por procuração, as situações em que um país ataca outro, servindo aos interesses de um terceiro, como na Guerra da Coreia ou na Guerra Irã-Iraque.
- Guerra fria - ocorre quando nações digladiam-se pela liderança global, através de conflitos indiretos, de corrida armamentista e tecnológica, espionagem ou subversão, guerras por procuração, guerras doutrinárias; sempre evitando o confronto militar direto, uma vez que este desencadearia uma escalada de aniquilação, na Era Nuclear, que levaria à Guerra Nuclear total. Exemplo: Estados Unidos X União das Repúblicas Socialistas Soviéticas de 1945 a 1989 (vide tipo "guerra nuclear").
- Guerra subversiva, espionagem ou de guerrilha - é um tipo de guerra não convencional de confronto direto, no qual um dos grupos envolvidos pretende subverter a ordem estabelecida. Geralmente a principal estratégia utilizada é a ocultação e a extrema mobilidade de agentes autônomos, dos combatentes, geralmente envolvendo "guerra ou confronto de guerrilheiros". Embora a "subversão" seja encontrada em toda ou qualquer guerra, ou por atores não estatais ou pelos agentes do Estado invasor, nestes casos costuma haver uma clara vantagem dos grupos estabelecidos no poder sobre os subversivos. Exemplo: Forças Armadas Revolucionárias da Colômbia, na Colômbia, e em guerras urbanas modernas, contra os diversos tipos de tráfico ilegal, que confrontam a sociedade e a cidadania, tentando formar um "estado paralelo" no exercício do poder. É utilizado também pelos Estados que pregam a invasão ideológica religiosa.
- Guerra revolucionária - é o tipo de guerra que ocorre durante uma Revolução ou que se segue a uma revolução ou golpe de Estado, onde um dos lados em confronto tem a intenção declarada de tomar o poder para modificar profundamente as estruturas políticas, econômicas e/ou sociais de um país. Muitas vezes tornam-se guerras civis prolongadas, quando o grupo revolucionário não tem condições políticas ou militares de tomar o poder. Ex: A Guerra dos Farrapos (Brasil), o período de 1918 a 1922 da Revolução Russa em que se confrontaram os exércitos bolcheviques ou vermelhos, contra os exércitos brancos, no que alguns chamam de Guerra Civil Russa; ou ainda, quando os revolucionários cubanos abandonaram a tática de guerrilha para adotar uma guerra aberta pela tomada do poder em 1958. Algumas guerras de libertação nacional também podem ser classificadas como revolucionárias, como normalmente é considerada a Guerra da Independência dos Estados Unidos, também chamada de Revolução Americana de 1776.
- Guerra psicológica ou de propaganda - a população (de qualquer das partes) é manipulada para conseguir obter o seu apoio pela panfletagem e propaganda. A manipulação pode ocorrer mediante a transmissão de informações falsas e assistência médica, por exemplo. É a guerra psicológica, a manobra em que o interessado detém a fidelidade do povo ao suprir, precariamente, suas necessidades básicas mas sem a intenção verdadeira de viabilizar soluções. Aparentando apoio e atenção, sem perder o foco voltado em mantê-lo (o povo) atado e fiel através do medo, ignora o fato que se trata apenas da manutenção de sua miséria sobrevivência. Dessa forma, o interessado os mantém calados, passivos, inoperantes e gratificados. Mantendo-os temerosos com seu futuro e ignorantes de cultura e informações da verdade, o interessado não terá oponente. Como exemplo, temos a guerra psicológica de propaganda de Adolf Hitler no passado e, modernamente, a propaganda do tráfico, tentando aliciar os cidadãos de bem em uma aventura duvidosa. Goebbels, o ministro da propaganda da Alemanha Nazista, afirmou que "… uma mentira dita várias vezes, acaba transformando-se em verdade, se não tiver respaldo legal que a negue…". Este é o princípio norteador da chamada "guerra psicológica".

### Modalidades de guerra segundo a causa do confronto bélico, oucausus belis
- Guerra comercial ou econômica - envolve causas econômicas, que muitas vezes são consideradas variáveis causais da maior parte das guerras. Também envolvem a utilização de mecanismos de confronto econômico, tais como o embargo comercial e a imposição de barreiras alfandegárias. Ex.: Bloqueio continental promovido por Napoleão; embargo à África do Sul na época do Apartheid, como também o embargo americano a Cuba, a partir de 1960 (após a invasão da Baía dos Porcos, até aos dias de hoje).
- Guerra político-ideológica - Pode ser considerada uma forma específica de guerra civil. Em geral opõe grupos revolucionários ou partidos políticos distintos, ou estes grupos contra governos, devido a divergências político-ideológicas. Entre os conflitos ocorridos na América Latina, este é o tipo mais frequente.
- Guerras religiosas - Guerras que envolveram como motivação principal ou justificativa mais relevante, a imposição de uma determinada religião sobre uma região ou país, ou a conversão de "infiéis" a uma determinada religião. Exemplos: as Guerras religiosas europeias, Cruzadas, Jihad, Guerra santa.
- Guerras étnicas - guerras que envolvem grupos étnicos diferentes, geralmente justificadas por supostas ou reais rivalidades históricas entre as etnias. Já que a simples existência de duas ou mais etnias em um mesmo Estado não é causa necessária de rivalidades ou guerras, geralmente existem outras causas principais para o conflito. Apesar de muitas guerras serem classificadas como étnicas, a causa dominante geralmente é política ou econômica, e o elemento étnico costuma ser a principal justificativa ideológica para os lados em disputa arregimentarem soldados e voluntários ou manterem o conflito.
- Guerras de secessão ou Guerra separatista - é uma modalidade de Guerra Civil motivada pela secessão ou separatismo de uma região, contra um governo central. Exemplos: Guerra da Secessão Americana (1861-1865), Guerra de Biafra (1967),Guerra dos Farrapos, Guerra separatista em Cabinda, Guerra de Dissolução da Iugoslávia, e, mais recentemente, a Guerra do Kosovo. Atualmente, existem guerrilhas separatistas em confronto militar contra governos estabelecidos, em lugares como o sul da Nigéria e o Sudão.[31][32][33] Embora exista um movimento separatista na Bolívia (ver: Nação Camba), este nunca teve sucesso em deflagrar um conflito armado civil no país, embora alguns analistas considerem este cenário como possível.[28][34]
- Guerra de libertação nacional ou independência - Travadas com objetivo político claro de libertar um território ocupado por uma potência estrangeira ou colonizado por uma metrópole. As principais guerras deste tipo opuseram exércitos asiáticos e africanos a exércitos europeus entre meados do século XIX e o século XX. Guerras de Resistência, também pode ser consideradas um subtipo das Guerras de Libertação Nacional, nos casos de países invadidos e ocupados por potências estrangeiras. Ex.: Guerra da Independência dos Estados Unidos, Guerra Colonial Portuguesa.
- Guerra de submissão - caracteriza-se por compreender uma nação inteira sob o objetivo de vencer uma guerra emocional e psicologicamente envolvida em um objetivo beligerante, nascido de confrontos muitas vezes de natureza histórica ou sociológica. Envolve a totalidade dos esforços bélicos, ideológicos, comercial etc., e inclui, necessariamente, um elenco subjetivo cultural, histórico e antropológico, nascido de disputas políticas anteriores, bem como necessariamente um líder constituído para tal fim que incorpora tal espírito beligerante de um povo historicamente ofendido e com ódio de classes ou culturas ou religiões, tudo concatenado e encadeado num momento histórico, como se fosse uma grade panela de pressão que explodisse. Por exemplo: a Alemanha Nazi de Adolf Hitler, a Itália de Benito Mussolini e o Japão, nações do chamado Eixo, de mesmo foco político, que queriam transformar o mundo, durante a Segunda Guerra Mundial.

### Modalidades de guerra segundo o tipo de armas estratégicas utilizadas
- Guerra de Corsário - tinham por missão ou através da carta de corso (ou carta de marca) de um governo a pilhar navios de outra nação.[35]
- Guerra nuclear ou Terror Atômico - também conhecida como "terrorismo estressante", em que foguetes de alcance mundial são utilizados para causar destruição total e irreversível no oponente. Seria um período específico da Guerra Fria, que vai de 1962 (período John F. Kennedy e Nikita Khrushchov com a Crise dos mísseis de Cuba) até à queda do muro de Berlim (1989). Jamais houve esse tipo de guerra na realidade, mas a ameaça do terror iminente, da espada de Dâmocles sobre a cabeça da humanidade, sempre existiu, de haver o fim do mundo, o que inspirou de fato e de direito a Guerra Fria entre EUA (seus satélites) e URSS (e seus satélites). A síntese desta modalidade de tensão estratégica foi a "Destruição Mútua Assegurada", ou "Mutual Assured Destruction" (MAD em inglês, que também significa "louco" ou "estressante"). Esta lógica garantiria que, se um lado atacasse, o outro responderia com força total, e ambos acabariam destruídos. Outra forma de Terro Atômico foi uma estratégia proposta pelos Estados Unidos: em último caso, atacar preventivamente alguns pontos estratégicos do inimigo, de forma a neutralizar uma possível reação nuclear deste. Esta seria conhecida como "Estratégia de Alvos de Uso Nuclear", ou "Nuclear Utilization Target Strategies" (ou apenas NUTS, em inglês "maluco").[36][37][38][39]
- Guerra biológica - envolve como tática de guerra o uso de agentes biológicos nocivos (vírus, bactérias, doenças, etc.). É possível considerar que o uso de táticas deste tipo foram utilizadas de forma consciente ou inconsciente pelos atacantes em diversos momentos da história da humanidade, conforme descrito por Jared Diamond em seu livro Armas, Germes e Aço. A conquista da América teria inaugurado a guerra biológica em larga escala, pois os europeus trouxeram consigo doenças que dizimavam as populações nativas das Américas. No século XX armas biológicas foram intensamente utilizadas durante a Segunda Guerra Mundial, pelas forças japonesas que atacavam a China e durante a Guerra da Coreia. O governo socialista de Cuba sempre acusou os EUA de pulverizarem pragas sobre suas plantações. Segundo diversas fontes do Pentágono, hoje forças políticas beligerantes, incluindo terroristas, utilizam-se dessa modalidade de guerra, no envio de cartas e objetos pelo correio contaminados com agentes patogênicos, como nos episódios ocorridos nos EUA logo após o ataque às torres gêmeas em 11 de setembro de 2001.
- Guerra química - que envolve o uso de armas químicas. Esta modalidade de armas foi utilizada de forma ampla pela primeira vez na I Guerra Mundial de 1914 a 1918 e envolve a utilização de artefatos químicos, como gases venenosos como o mostarda, venenos ou napalm. Exemplos: Guerra Irã-Iraque, a Guerra do Vietnã.
- Guerra Regular -Travada entre exércitos. Característica de Estados organizados e estáveis. Neste tipo de conflito geralmente existe a separação entre civis e soldados, assim como a separação entre territórios. Por se tratar de um conflito entre Estados, algumas regras podem ser seguidas (tratamento de prisioneiros, respeito à população civil, etc.). Obedece à doutrinas que se alteram de tempos em tempos.
- Guerra Irregular - Travada entre um exército e uma guerrilha, ou entre guerrilhas. Não há campos de batalha definidos, uniformes ou divisões territoriais. Este modo de guerrear não oferece ao inimigo a “batalha decisiva”. A diferenciação entre civis e soldados torna-se mais difícil ou mesmo inexistente. Denúncias de abusos contra civis são habitualmente usados, pois ambos os lados precisam de apoio da população.
- Guerra Simétrica - Guerra em que os oponentes apresentam equivalência técnica e numérica, bem como equivalência de meios e objetivos. Algumas guerras regulares encaixam-se neste perfil. Ex.: Guerras Mundiais, Guerra Irã-Iraque, Guerra da Coreia.
- Guerra Assimétrica - Guerra em que os oponentes apresentam diversas diferenças, tais como: nível de organização, objetivos, recursos financeiros, recursos militares, comportamento-obediência a regras. Em geral, são guerras irregulares (guerrilhas), insurrecionais ou entre potências e Estados pequenos. As ações do mais fraco são geralmente indiretas e visam desgastar o mais forte. Quando há vitória, esta geralmente não é militar, mas é alcançada pelo desgaste militar e político de um dos combatentes, em um nível que leva à desistência de lutar.[40] Diferem da Guerra Irregular por tratar-se de conflito entre nações, enquanto aquela trata de conflito entre combatentes de uma mesma nação. Já a Guerra Assimétrica pode chegar a uma forma de resistência a uma força adversa muito mais forte. Nela, reinará o estado da arte da guerra.
- Guerra política - consiste no uso de "armas políticas" para induzir o adversário a fazer sua vontade, com base numa intenção hostil (ver: Medidas ativas). O termo " guerra política" descreve a interação calculada entre um governo e um elemento-alvo que pode ser outro governo, ou a população do outro estado. Os governos usam uma variedade de técnicas para direcionar certas ações, ganhando vantagem relativa sobre um oponente. As técnicas incluem propaganda e PSYOP (operações de guerra psicológica), que atendem objetivos nacionais e militares, respectivamente. A propaganda tem muitos aspectos e um propósito político hostil e coercitivo. As operações psicológicas tem objetivos militares estratégicos e táticos e podem ser direcionadas contra militares e civis hostis.[41]

## Os conflitos no tempo de acordo com os níveis técnicos

### Pré – 1914
Combate próximo, de fogo com mistura de armas e/ou cargas de baioneta. Uso de cavalaria para reconhecimento e eventuais cargas rápidas. Artilharia como apoio à tropa. No mar, grandes encouraçados e duelos de artilharia.

### Guerras Mundiais 1914-1945
Início da mecanização da guerra, com o desenvolvimento de tanques de guerra e outros carros de combate.
A Primeira Guerra foi basicamente uma guerra de posições (trincheiras).
A Segunda Guerra foi uma guerra de manobras. O desenvolvimento dos veículos permitiu mais mobilidade, a força aérea iniciou os bombardeios estratégicos.
Apesar das diferenças táticas e tecnológicas, os conflitos foram bastante semelhantes, com muito contacto próximo.

### Guerra Fria
Neste período, foram aperfeiçoadas diversas invenções da Segunda Guerra, tais como: mísseis balísticos, propulsão a jato, helicópteros e o armamento nuclear. (ver também: Guerra Fria Árabe)
Os conflitos deste período apresentam grande variedade técnica. Países pobres ou grupos guerrilheiros utilizaram armamento pouco superior ao visto no período anterior. Armas leves, minas terrestres e técnicas de guerrilha foram comuns. Países ricos mantiveram seu arsenal atualizado e adaptaram suas táticas e estratégias aos novos armamentos disponíveis.
Televisão e satélites passaram a influenciar os conflitos. As imagens mobilizaram a opinião pública, os satélites revolucionaram a análise de dados e a captação de informações.

### Nova ordem mundial
o colapso soviético gerou a desmobilização de diversos exércitos, mas também causou conflitos. Informática, armamento nuclear tático, mísseis e bombas "inteligentes" guiados por satélite, GPS ou laser passaram a ser usados para reduzir o custo humano entre os exércitos de países ricos. A tendência para estes países é abandonar os grandes contingentes visando a maior utilização das chamadas "tropas especiais" ou "tropas de elite". Estas tropas atuam em números menores, amplamente amparadas pela tecnologia e são treinadas especialmente para missões em guerras irregulares.
Para os países pobres, continuam valendo os níveis técnicos inferiores. Não há uma regra, conflitos podem ser travados com facções ou metralhadoras, mas raramente apresentam blindados, aviação e marinha. Tais elementos aparecem apenas em pequenas quantidades.